# Jeux olympiques spéciaux d'été 2019
 (mars 2019).
Navigation
Édition précédente Édition suivante
Les Jeux olympiques spéciaux d'été 2019 constituent la quinzième édition estivale des Jeux olympiques spéciaux, compétition inspirée des Jeux olympiques (à ne pas confondre avec les Jeux paralympiques) s’adressant à des personnes en situation de handicap mental (auparavant « déficience intellectuelle ») âgées de 8 à 80 ans.
Cette édition se déroule à Abu Dhabi, aux Émirats arabes unis du 14 au 21 mars 2019, ces dates étant choisies en raison du climat présent dans ces lieux. C'est la première fois que les Jeux olympiques spéciaux se disputent au Moyen-Orient.

## Choix du pays hôte
Parmi les pays ayant proposé leur candidature pour l'organisation des jeux, seulement trois finalistes sont choisis : l'Afrique Du Sud, l'Allemagne et l'Australie. Cependant, ces trois pays retirent leur candidature en avril 2015. En novembre 2016, il est annoncé que l'organisation est confiée aux Émirats arabes unis,. 

## Cérémonie d'ouverture
La cérémonie d'ouverture aura lieu au Stade Cheikh Zayed, le 14 mars 2019 à 17 h 0. Plus de 40 000 spectateurs à Zayed Sport City et des millions de téléspectateurs du monde entier devraient regarder en direct cette cérémonie d'ouverture. Les spectateurs et téléspectateurs verront le plus grand nombre de nations participant à une parade lors de la cérémonie d'ouverture des jeux olympiques spéciaux, alors que chaque athlète se prépare à présenter son talent sportif sur la scène devant le monde entier.
Les athlètes seront accompagné de nombreuses célébrités internationales et d'héros sportifs passionnés du mouvement Special Olympics. De plus, une sélection de musiciens et chanteurs de renommée mondiale a été dévoilée pour cette même cérémonie d'ouverture des Jeux olympiques spéciaux, parmi lesquels figurent Avril Lavigne, Paul Oakenfold et Hussain Al Jassmi.

## Cérémonie de clôture
La cérémonie de clôture se déroule au Stade Cheikh Zayed, le 21 mars 2019.

## Lieux
La ville moderne de Abu Dhabi et sa personnalité architecturale à la pointe de la technologie se reflètent dans les sites et les installations qui abriteront les événements et les compétitions des Jeux olympiques spéciaux mondiaux. Les Jeux MENA ont utilisé huit sites dans Abu Dhabi. Ces sites ont accueilli de nombreuses compétitions et manifestations sportives internationales ces dernières années, offrant une combinaison imbattable d'excellentes installations et équipements pour les athlètes, ainsi qu'une expérience de spectateur de la plus haute qualité. Ils auront lieu à Abu Dhabi et Dubai.
Ces lieux sont : 
- Abu Dhabi National Exhibition Centre, Zayed Sports City, Abu Dhabi Sailing & Yacht Club, Yas Marina Circuit, Al Forsan International Sports Resort, Yas Links et Corniche Beach à Abu Dhabi.
- Dubai Police Club Stadium et Hamdan Sports à Dubai.

## Participants
Il y a plus de 7 500 athlètes de plus de 190 pays qui participent à ces Jeux olympiques spéciaux dans 24 disciplines.

## Disciplines et Horaires
|  | Cérémonies |  | Jour de compétition | 4 | Jour de finale |

| Cérémonies             | Cérémonies | Logo IPC | O |  |  |  |  |  |  | C |
| Athlétisme             |            |          |   |  |  |  |  |  |  |   |
| Badminton              |            |          |   |  |  |  |  |  |  |   |
| Basket-ball            |            |          |   |  |  |  |  |  |  |   |
| Beach-volley           |            |          |   |  |  |  |  |  |  |   |
| Boxe                   |            |          |   |  |  |  |  |  |  |   |
| Bowling                |            |          |   |  |  |  |  |  |  |   |
| Cyclisme               |            |          |   |  |  |  |  |  |  |   |
| Équitation             |            |          |   |  |  |  |  |  |  |   |
| Football               |            |          |   |  |  |  |  |  |  |   |
| Golf                   |            |          |   |  |  |  |  |  |  |   |
| Gymnastique artistique |            |          |   |  |  |  |  |  |  |   |
| Gymnastique rythmique  |            |          |   |  |  |  |  |  |  |   |
| Handball               |            |          |   |  |  |  |  |  |  |   |
| Judo                   |            |          |   |  |  |  |  |  |  |   |
| Kayak                  |            |          |   |  |  |  |  |  |  |   |
| Natation en eau libre  |            |          |   |  |  |  |  |  |  |   |
| Force athlétique       |            |          |   |  |  |  |  |  |  |   |
| Roller-skate           |            |          |   |  |  |  |  |  |  |   |
| Voile                  |            |          |   |  |  |  |  |  |  |   |
| Natation               |            |          |   |  |  |  |  |  |  |   |
| Tennis de table        |            |          |   |  |  |  |  |  |  |   |
| Tennis                 |            |          |   |  |  |  |  |  |  |   |
| Volley-ball            |            |          |   |  |  |  |  |  |  |   |

## Sponsors
| Abu Dhabi Media                                                   |
| Abu Dhabi Sailing & Yacht Club                                    |
| Abu Dhabi Sports Council                                          |
| ADNEC                                                             |
| ADNOC                                                             |
| Al Forsan International Sports Resort                             |
| Al Masaood LLC                                                    |
| Al Roya                                                           |
| Aldar Properties                                                  |
| The Coca-Cola Company                                             |
| Corniche (Abu Dhabi)                                              |
| Deloitte                                                          |
| Department of Culture and Tourism                                 |
| EF Education First                                                |
| Emaar Properties                                                  |
| Emirates Foundation                                               |
| Ernst & Young                                                     |
| ESPN                                                              |
| Essilor                                                           |
| Etihad Airways                                                    |
| Etisalat                                                          |
| First Abu Dhabi Bank                                              |
| Golisano Foundation                                               |
| Hamdan Sports Complex                                             |
| Lions Clubs International                                         |
| Lulu Hypermarket                                                  |
| Mubadala Development Company                                      |
| Nirvana Travel & Tourism                                          |
| Noon—Ubisoft                                                      |
| Perfect Sense                                                     |
| Pierce Footwear                                                   |
| Safilo Group                                                      |
| SEDRA Foundation                                                  |
| Seha                                                              |
| Sky News Arabia                                                   |
| Square Enix—SoftBank                                              |
| The National (Abu Dhabi)                                          |
| TMS                                                               |
| WWE                                                               |
| Yas Links                                                         |
| Yas Marina Circuit                                                |
| Zayed Higher Organization for Humanitarian Care and Special Needs |
| Zayed Sports City                                                 |